# Кениън
Окръг Кениън (на английски: Canyon County) е окръг в щата Айдахо, Съединени американски щати. Площ 1563 km² (0,72% от площта на щата, 30-о място по големина). Население – 216 699 души (2017), 12,07% от населението на щата, 2-ро място, гъстота 138,64 души/km². Административен център град Колдуел.
Окръгът се намира в югозападната част на щата. Граничи със следните окръзи: на север – Пайет и Джем, на изток – Ейда, на югозапад – Оуайхи, а на запад – с щата Орегон. Територията на окръга изцяло попада в крайната западната част на обширната междупланинска равнина на река Снейк, като надморската височина варира от 660 m в долината на реката до 900 m на североизток. По югозападната и западната граница на окръга протича част от средното течение на река Снейк (ляв приток на Колумбия), а от дясно в нея се влива река Бойзи, която протича през окръга с долното си течение.
Най-голям град в окръга е Нампа 81 557 души (2010 г.). а административният център на окръга град Колдуел наброява 46 237 души (2010 г.). Други по-големи градове са: Стар 5793 (2010), Мидълтън 5524 (2010) и Парма 1983 (2010).
През окръга преминават участъци от 1 междущатска магистрала 4 междущатски шосета:
- Междущатска магистрала  – 23 мили (37 km), от северозапад на югоизток, в т.ч. през административния център Колдуел;
- Междущатско шосе  – 32 мили (52 km), от северозапад на югоизток, в т.ч. през административния център Колдуел, като изцяло се дублира с Междущатско шосе ;
- Междущатско шосе  – 32 мили (52 km), от северозапад на югоизток, в т.ч. през административния център Колдуел, като изцяло се дублира с Междущатско шосе ;
- Междущатско шосе  – 23 мили (37 km), от северозапад на югоизток, в т.ч. през административния център Колдуел, като изцяло се дублира с Междущатска магистрала ;
- Междущатско шосе  – 19 мили (31 km), от юг на север, в западната част на окръга.

Окръгът е образуван на 7 март 1891 г. и за неговото наименование има две версии: или е наименуван на каньона на река Бойзи в района на град Колдуел, или на каньона на река Снейк по границата с окръг Оуайхи.